# Подолинський Сергій Андрійович
Подоли́нський Сергі́й Андрі́йович (19 (31) липня 1850, село Нова Ярославка — 30 червня (12 липня) 1891, місто Київ) — український науковець, лікар, соціолог, економіст, фізик, громадський і політичний діяч, публіцист. Започаткував фізичну економіку, визначивши баланс накопиченої ендогенної енергії, надходження екзогенної енергії та механізми її накопичення через явища природи і працю людини. За століття наперед визначив еквівалент фізичної та розумової праці. Розкрив помилковість застосування закону Мальтуса до людства, на якому базується концепція «золотого мільярда». Увійшов в історію як один із перших економістів, який писав свої праці українською мовою.
Михайло Грушевський писав про нього: «Він заслужив собі одно з найбільш почесних місць в історії нашого духовного життя». Французький учений Дебірре називав Сергія Подолинського автором однієї з «найновіших теорій термодинаміки». Спектр інтересів С. Подолинського був надзвичайно широким: він розробляв космогенну енергетичну теорію, досліджував еколого-економічні проблеми, аналізував ідеї фізичної економії для розробки проблем сталого розвитку. Його обирали членом Російського географічного товариства та Французького товариства розвитку науки.
Онук Сергія Подолинського — Алекс Подолинський став певною мірою продовжувачем справи діда: він відомий у світі теоретик і практик біодинамічного сільського господарства.

## Життєпис

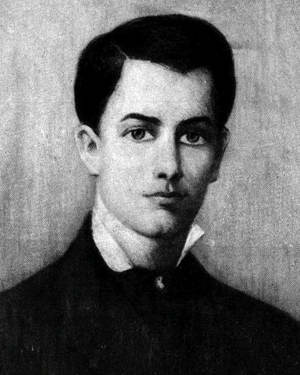
Сергій Подолинський замолоду

Народився 31 липня 1850 року в селі Ярославка Звенигородського повіту Київської губернії (нині село Ярославка Шполянського району Черкаської області) в сім'ї високопоставленого поштового чиновника у відставці, значного урядовця, поета Андрія Івановича, одного із представників Пушкінської плеяди, і Марії Сергіївни (уродженої княжни Кудашевої із Малої Виски). Його юнацькі роки припали на час піднесення революційного і національно-визвольного рухів.
1867 року став студентом природничого відділення фізико-математичного факультету Київського університету. Університет Святого Володимира до 1919 року, незважаючи на русифікаторську політику уряду, завдяки діяльності кількох поколінь українських вчених, зокрема професорів Володимира Антоновича, Михайла Драгоманова, Миколи Зібера, Олександра Кістяківського, Миколи Костомарова, Івана Лучицького, Володимира Перетца, Митрофана Довнар-Запольського, зробив багато для розвитку української науки та культури, виховав не одну плеяду визначних українських культурних і громадських діячів. Такий дух, що панував в університеті, не міг не вплинути на юнака. Навчаючись в університеті, він зближується з Михайлом Драгомановим та Миколою Зібером і захоплюється ліберальними поглядами.
Брав активну участь у громадському житті. Був делегатом нелегального з'їзду студентів у Петербурзі. Після закінчення університету, 1871 року, захистив дисертацію на тему «Синтез цукру» і одержав диплом кандидата природничих наук. Цього ж року виїздить за кордон для продовження медичних студій. Жив у Парижі, Лондоні, Цюриху, Відні, Бреславі. Познайомився тоді з львівськими та віденськими студентами-українцями. 1872 року познайомився в Парижі з провідним російським народником Петром Лавровим. Кілька років співпрацював з ним в еміграційному журналі «Вперед», представляючи там український соціалізм.
У 1872—1874 роках перебував в Цюриху, де продовжував вивчати медицину в місцевому університеті. Брав активну участь у житті російської колонії, дискусіях, боротьбі між лавристами і бакунінцями, організував вечір пам'яті Тараса Шевченка.
У травні 1874 р. ненадовго повернувся в Україну і здійснив своє «ходіння в народ». Перебуваючи в маєтку батьків у рідному селі, організував лікарню, де щоденно безкоштовно приймав понад 50 хворих з навколишніх сіл. 1874 року Подолинський зблизився з діячами «Київської громади», вів роботу зі створення української соціально-демократичної партії, організації в Женеві друкарні, активно працював у газеті «Киевский телеграф», яка фактично була органом «Київської громади». Окремі з них видрукувано анонімно, інші — під ініціалами «П. С.». Невдовзі С. Подолинський став членом Південно-Західного відділу Російського географічного товариства. Він подорожував Галичиною, Закарпаттям, побував на Балканах. Шляхові нотатки та враження від мандрівок вчений друкував на сторінках газети «Київський телеграф». Опублікував у газеті 11 кореспонденцій, зокрема репортажі про подорож до Герцеговини.
Після Емського указу С. Подолинський знову покинув Україну. У Відні зблизився з товариством «Січ», відійшовши від російських народників. За підтримки товариства галицьких студентів «Січ» разом з Остапом Терлецьким заснував у Відні перше українське видавництво, яке публікувало соціалістичну літературу. В цей час побачили світ такі його роботи: «Парова машина» (1875), «Про бідність», «Про багатство і бідність», «Про хліборобство» (1874), а також «Правда» (переклад С. Подолинського «Хитрої механіки Варвара»), «Правдиве слово хлібороба до своїх земляків» Ф. Волховського та інші. У «Паровій машині» вперше українською мовою йшлося про утопічні ідеї соціалістичного змісту. Брошуру «Про бідність» С. Подолинський назвав «першим розділом політичної економії». Російський і австрійський уряди заборонили вільний доступ до цих праць на території своїх держав. Однак ці брошури нелегально використовували в своїй роботі члени народницьких і соціалістичних організацій та гуртків.
1876 року закінчив медичну освіту. Захистив у Бреславі (Вроцлаві) докторську дисертацію німецькою мовою на тему «Розщеплення білків ферментами підшлункової залози», одержав диплом доктора медицини. Дисертація мала добрий відгук в наукових колах. У грудні цього ж року одержав диплом лікаря в Київському університеті. У цей період вчений працював лікарем у київському притулку для дітей робітників і викладачем на курсах медичних сестер. Саме на курсах він познайомився зі своєю майбутньою дружиною, слухачкою курсів Андреєвою, з якою одружився, незважаючи на опір батьків.
У грудні 1877 року Подолинський з молодою дружиною виїхав за кордон, поселився біля Монпельє (Франція). Відтоді всю свою увагу зосередив на науковій роботі. Виходять у світ такі ґрунтовні дослідження: «Ремесла і фабрики на Україні», «Праця людини та її відношення до розподілу енергії», «Громадівство та теорія Дарвіна», «Соціалізм, нігілізм та тероризм. Відповідь старому російському соціалістові» та інші, які він підписував своїм справжнім ім'ям. У Женеві видав монографію «Життя і здоров'я людей на Україні» (1878), заклавши основу української соціоетногігієни. Це була перша українська розвідка з медичної демографії та статистики, де на основі зібраного матеріалу автор показав, що причиною багатьох хвороб населення України є соціальні фактори. Значним внеском у вивчення вітчизняної соціально-економічної генетики є історико-економічне дослідження «Ремесла та фабрики на Україні» (1880, Швейцарія). Фактично це був перший український підручник з політичної економії, багатий цікавими матеріалами з економічної історії України, з життя ремісників мануфактур і фабрик. У цій праці автор стверджує, що економічні процеси в Україні відбувалися відповідно до процесів в Європі. За висловом Івана Франка, такими працями могла б «повеличатися кожна нація».
Найбільшу славу вченому принесла робота «Людська праця людини та її відношення до розподілу енергії», яку надрукував у журналі «Слово». Згодом вона вийшла друком у Німеччині, Італії, Франції, Росії.
Більшість праць С. Подолинського опублікована за життя автора у 70–80-х роках XIX ст. за межами Російської імперії. Праці Подолинського перекладали французькою, німецькою, італійською, російською, сербською, білоруською мовами.
1880 року під редагуванням Михайла Драгоманова і Михайла Павлика у Женеві виходить часопис «Громада», де Подолинський опублікував останні свої праці: «Громадівство і теорія Дарвіна», «Перегляд громадського руху в Західній Європі» та інші.

Могила Сергія Подолинського

За загальною версією, внаслідок напруженої праці, незгод з дружиною (було ідеологічне протистояння, оскільки вона була есеркою, соціалісткою-революціонеркою) Подолинський раптово захворів. Перебував на лікуванні у психічній лікарні в Монпельє та в приватній клініці в Кламарі (під Парижем). У травні 1885 року мати ученого привезла хворого сина до Києва, оселилися вони в своєму будинку на Банковій вулиці, згодом купили садибу із садом на Виноградній вулиці (нині вул. Богомольця), де він провів свої останні 6 років.
Помер Подолинський 12 липня 1891 року в Києві. Його поховали поруч із батьком на кладовищі Аскольдової могили. У 1930-их роках прах сина і батька Подолинських було перенесено на Звіринецьке кладовище. Ім'ям Подолинського названо одну з вулиць міста Черкаси, вулицю (раніше Благоєва) в Центральному районі міста Дніпро та провулок в Новомиргороді.
З початком незалежності виник інтерес до наукової творчості Подолинського. Були перевидані його твори. Зацікавлення до спадщини вченого почали проявляти фахівці різних галузей знань.

## Основні праці
- «Життя і здоров'я людей в Україні» (1879)
- «Ремесла і фабрики в Україні» (1880)
- Le Socialisme et l'Unité des Forces Physiques. In: La Revue. Socialiste. Band 8, 1880, S. 353—365.
- Труд человека и его отношение к распределению энергии. / Слово. № 4/5, Санкт-Петербург, 1880, С. 135—211.
- Il socialismo e l'unità delle forze fisiche. In: la Plebe. Band XIV, Neue Folge, Nr. 3, S. 13-16, und Nr. 4, S. 5-15, Mailand 1881. Wiedererscheinen in Quaderni di storia ecologica. Nr. 1, Dezember 1991, Mailand, S. 139—152.
- Der Sozialismus und die Einheit der physischen Kräfte. In: Arbeiter-Wochen-Chronik. Nr. 32, 33, 37, Budapest 1881
- Menschliche Arbeit und Einheit der Kraft. In: Die neue Zeit. Revue des geistigen und öffentlichen Lebens. Band 1, 1883, Teil 1: Heft 9, S. 413—424, Teil 2: Heft 10, S. 449—457

## Погляди Подолинського
Сергій Подолинський належить до когорти українських соціалістів–революціонерів, борців за соціальну справедливість в Україні та світі, за національне визволення українців, як і всіх інших народів.
Ідеалом нового суспільства вважав громадівство, соціалізацію землі та фабрик і передачу їх громадянам, що є безпосередніми виробниками — селянам і робітникам. Був ідеологом мирного еволюційного переходу до такого суспільства шляхом реформ в освіті, економіці та державному устрої. Один із перших популяризаторів соціалізму в Україні.
Коло його наукових інтересів включало академічну соціологічну тематику: соціальні аспекти виробничої діяльності, господарські відносини, суспільна стратифікація, мобільність, залежність статусу індивіда від національної належності, соціологічні закони. Аналізуючи їх, Подолинський, як і деякі інші вчені, звертався до марксистських поглядів, вміло поєднуючи їх з соціал-дарвіністськими.
Практичне застосування поєднання цих двох концепцій призвело до досить оригінальних раціональних припущень — вчений вважав, що у суспільстві, побудованому на засадах солідарності, природний відбір виявить себе у просуванні науки, мистецтва, морального вдосконалення людей. Загалом це дасть змогу людям долати природні проблеми, не витрачаючи сили на боротьбу між собою.
Внаслідок ідеологічного протистояння, а саме мирного, еволюційного переходу до соціалізму шляхом реформ в освіті, економіці та державному устрої, Подолинський став небезпечним ідеологом альтернативного шляху розвитку цивілізації. Незважаючи на суттєву значущість його праць, Карл Маркс, не роблячи посилань на Подолинського, став більше пов'язувати його роботи з природничими науками, а Фрідріх Енгельс висловлювався про ідеї Подолинського досить критично.
Український вчений сформулював нове природничо-наукове визначення праці: «Праця є таке споживання механічної та психічної роботи, що нагромаджена в організмі, яке має результатом збільшення кількості перетворюваної енергії на земній поверхні». Із незліченних видів людської діяльності землеробство, за С. Подолинським, є «найпріоритетнішою, найпродуктивнішою, найкориснішою працею, яка в десятки разів збільшує вироблений природою продукт».
Є усі підстави стверджувати, що С. Подолинський здійснив еколого-економічне відкриття світового значення, довівши, що творча діяльність homo faber (людини діяльної) протидіє стихійним силам природи, які посилюють хаос (згідно з другим началом термодинаміки) шляхом мінімізації зростання ентропії, забезпечує нагромадження та перетворення сонячної енергії на земній поверхні в засоби задоволення фізичних і духовних людських потреб. Тим самим вчений визначив четверте начало термодинаміки. Отже, найголовнішим відкриттям, яким Подолинський набагато випередив свій час, став його економічно-екологічний погляд на роль людини праці у збереженні та нагромадженні енергії, основним джерелом якої є потік сонячних променів. На думку вченого, всяка продуктивна праця, від землероба до шевця, кравця і будівельника, забезпечує захист енергії від розсіювання у просторі. Це відкриття справило великий вплив на вчення Вернадського про ноосферу, про планетну роль людини, про економіко-екологічну збалансованість земної цивілізації.
Вернадський, який вперше обґрунтував матеріалістичне усвідомлене наукове поняття про ноосферу, писав: «Уже пізніше і самостійно Сергій Подолинський зрозумів все значення цих ідей (законів збереження і нагромадження енергії, запропонованих Майєром, Кельвіном, Ґельмґольцем, Пулюєм) і намагався їх прикласти до вивчення економічних явищ». Наукову цінність цієї праці Подолинського засвідчує ще і той факт, що різні варіанти її були надруковані протягом 1880-83 років у двох періодичних французьких, двох німецьких і одному італійському виданнях.
Подолинського вважають одним з перших українських політологів, який політику розглядав як унікальний засіб зміцнення і розвитку державного ладу, раціональної організації соціального устрою, забезпечення внутрішнього змісту суспільного життя. Розглядаючи з політичної точки зору проблеми досягнення народом істинної свободи, він вважав, що «здобути її можна лише на засадах народного правління у формі добровільних об'єднань громад, рівноправних низових ланок суспільства». І особливо наголошував у цій праці на необхідності забезпечення «повного внутрішнього самоуправління громад та їхні опори на моральні принципи, які збуджують бажання в однієї людини добровільно віддавати свою працю, щоб цим самим надати допомогу іншій такій, як вона сама, людині». Це цитата з його роботи «Ремесла і фабрики на Україні». Слід зазначити, що Подолинський розглядає економічну історію України як частину загальної історії людства. Праця «Ремесла і фабрики на Україні» була заборонена царською цензурою «для обігу в Росії».
Виступав проти мальтузіанства, що стало ідеологією концепції «золотого мільярда». Аргументи його були подібними до висловлених М. Зібером, однак ґрунтувалися на його роботах, що випередили на століття визначення енергетичного еквівалента розумової і фізичної праці через енергоносії та технології енергетики (парус, вітряк, машини тощо).
Більшу частину свідомого життя Сергій Подолинський проживав за кордоном. Однак його любов до України була надзвичайно великою. Михайло Драгоманов зазначав, що він був занадто українцем, щоб перебувати і діяти серед людей, які не визнавали нічого українського. «Українофільство мене перемогло; я все мав до нього схильність, а останнім часом став цілковито запеклим українофілом», — писав Подолинський. Про прихильників соціал-демократії С. Подолинський писав: «[це — люди українські], які вміють з'єднувати вчення соціялізму з традиціями і симпатіями, викликаними місцевим українським націоналізмом, тобто прагнення українського народу поряд з економічною емансипацією, досягнути ще й політичної і культурної самостійності».
У листах до російського народника В. Смирнова він доводить, що український соціалістичний рух має бути незалежним від російського. Закиди російських народників щодо «українського націоналізму» він відкидає як вияв шовінізму, поширеного між російськими соціалістами, що не хочуть визнати існування українського народу та його мови. Листи С. Подолинського переконують, що серед українського народу не можна пропагувати ідеї соціалізму, не ставши на український ґрунт. Соціал-демократ С. Подолинський дійшов висновку, що українцям потрібен власний соціалістичний рух, незалежний від російського.

### Критика Енгельса
Подолинський спеціально приїжджав до Німеччини, щоб особисто зустрітися з К. Марксом та Ф. Енгельсом. Вони були знайомі з його ідеями, у листуванні обговорювали його теорію формування вартості через збереження сонячної енергії. Енгельс не заперечував проти ролі людей у більш ефективному освоєнні енергії сонця, але не вважав, що це безпосередньо формує вартість товарів.
 Його дійсне відкриття полягає в тому, що людська праця може утримати на поверхні землі і змусити діяти сонячну енергію більш тривалий час, ніж це було б без неї. Усі економічні наслідки, що він виводяться звідси, помилкові.

<…>
У промисловості такого роду підрахунки зовсім неможливі: працю, що приєднана до продукту, переважно зовсім неможливо виразити в одиницях тепла. Це ще, мабуть, мислимо, наприклад, щодо фунта пряжі, оскільки міцність пряжі ще може бути якось виражена формулою механіки, але вже і тут це виявляється абсолютно марним педантством і стає просто абсурдним щодо шматка необробленого сукна, тим більше — щодо білого, фарбованого, набивного. Кількість енергії, що міститься в молотку, гвинті, голці, є величина, яка не виражається у вигляді витрат виробництва.
<…>
Подолинський відхилився убік від свого дуже цінного відкриття, бо хотів знайти новий природничо-науковий доказ правильності соціалізму і тому змішав фізичне з економічним.
— Лист Енгельса Марксу від 19 грудня 1882 року

## Вшанування пам'яті

Меморіальна дошка Сергію Подолинському в Новомиргороді.

- У селі Ярославка на Шполянщині на честь Подолинського встановлено стелу.
- Названо вулиці в обласних центрах: Черкасах, Львові, Дніпро.
- Встановлено пам'ятну дошку на новомиргороддській лікарні де працював Подолинський.
- Створено товариство Подолинського.